# Gigantura
Gigantura är ett släkte av fiskar. Gigantura är enda släktet i familjen Giganturidae.
Släktets medlemmar lever i Atlanten, Indiska oceanen och Stilla havet. De har stora, rörformiga och framåtriktade ögon. Arterna har en stor mun som når långt bak efter ögonen. De saknar fjäll på kroppen samt simblåsa. Kroppen är vanligen silverfärgad.
Arter enligt Catalogue of Life och Fishbase:
- Gigantura chuni
- Gigantura indica